# Rue Porte-Grumsel
La rue Porte-Grumsel (en wallon : Pwète Grum'zèl) est une rue du quartier d'Outremeuse à Liège en Belgique (région wallonne). 

## Description
Cette voie plate, rectiligne et pavée d'une longueur d'environ 100 m et d'une largeur d'environ 9 m compte deux douzaines d'immeubles d'habitation et relie la rue de Berghes à la rue Louis Jamme. Elle applique un sens unique de circulation automobile dans le sens de Berghes- Jamme.

## Odonymie
La porte Grumsel était une porte qui se trouvait sur la rive sud de la Rivelette, une voie d'eau secondaire qui coulait à l'emplacement actuel de la rue de Berghes. Ce bief fut comblé vers 1865 et la rue Porte-Grumsel élargie vers 1879. Auparavant, la rue Porte-Grumsel, très courte, ne devait s'étendre qu'entre la rue Petite-Bêche et la Rivelette (rue de Berghes actuelle), soit sur une longueur de moins de 30 mètres.
Grumsel serait vraisemblablement un patronyme local.

## Patrimoine

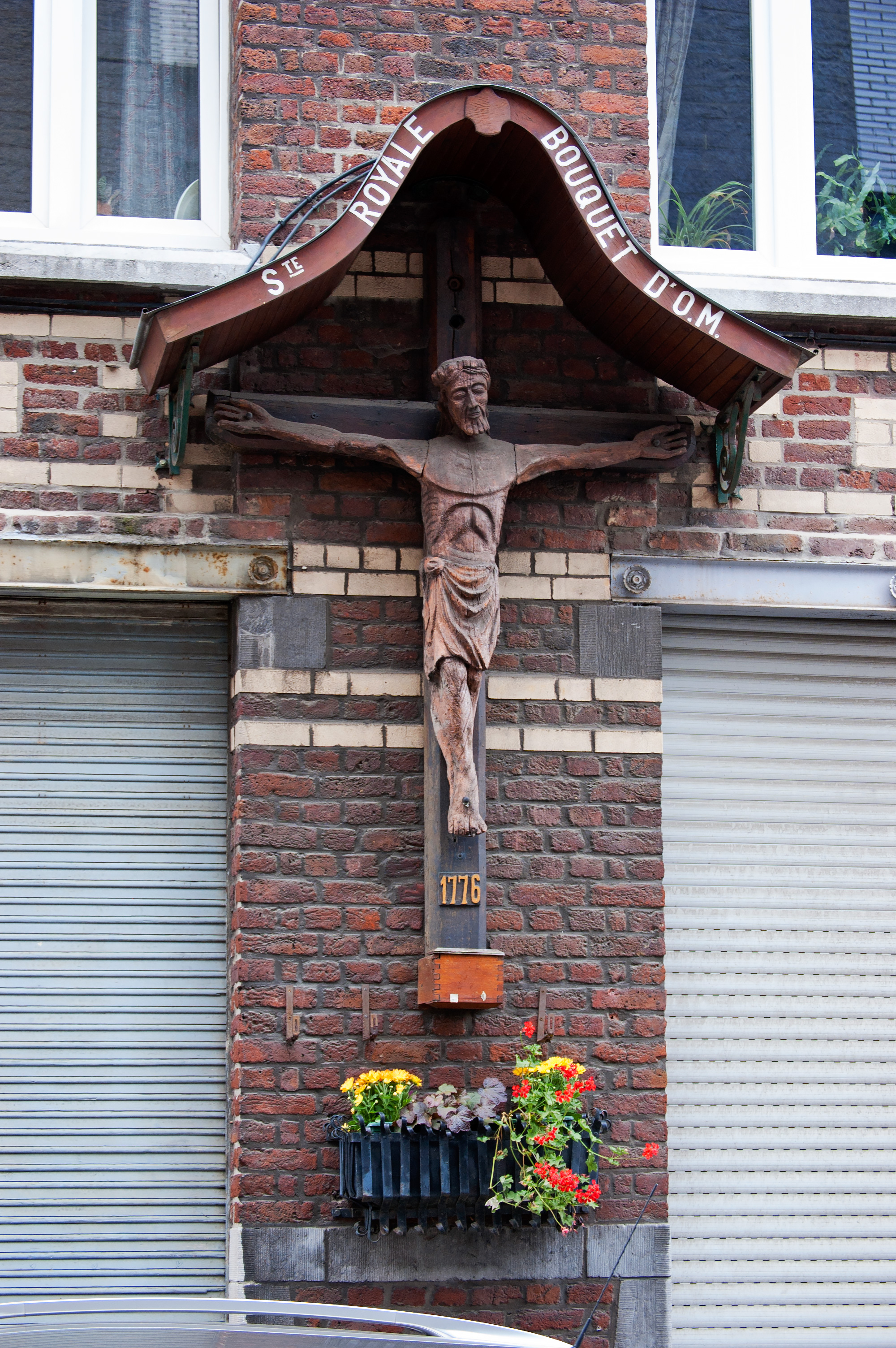
Le Christ en croix.

Aux nos 2/4/6, l'immeuble de coin avec les rues de Berghes et Petite-Bêche a été réalisé en 1910 d'après les plans de l'architecte E. Thibeau pour la société Le Logement ouvrier. Cet imposant immeuble de cinq niveaux (quatre étages) a été construit dans un style éclectique teinté d'Art nouveau. Sur chaque travée d'angle, quatre panneaux de céramique reprennent les inscriptions suivantes deux par deux : Dieu, Patrie; Devoir, Travail; Concorde, Famille; Hygiène, Économie.
Un grand Christ en croix se dresse sur la façade des nos 2/4. Il est daté de 1776 et a été placé par la société royale du Bouquet d'Outremeuse. Il ne s'agit que d'une copie, l'original dont l'effigie du Christ remonterait au XIIIe siècle est conservée au musée du Grand Curtius .

## Voies adjacentes
- Rue de Berghes
- Rue Petite-Bêche
- Rue Louis Jamme